# Château de Mittelhausen
Le château de Mittelhausen est un monument historique situé à Mittelhausen, dans le département français du Bas-Rhin.

## Localisation
Ce bâtiment est situé rue du Château à Mittelhausen.

## Historique
Entre 1190 et 1205, il existe une construction comprenant une motte rectangulaire. Mais le château n'apparait qu'en 1457, la famille Mittelhausen le tient en fief des comtes de Moers-Saarverdent. A l'extinction de ces derniers, en 1527, il passe à la famille Nassau-Saarbrücken. 
En 1697, la famille Flach achète le château qui est en ruine. Il a été détruit pendant la guerre de Trente Ans. Une exploitation agricole et un manoir sont construits sur le site.
L'édifice fait l'objet d'une inscription au titre des monuments historiques depuis 1984.